# ペーター・シュライヤー (デザイナー)

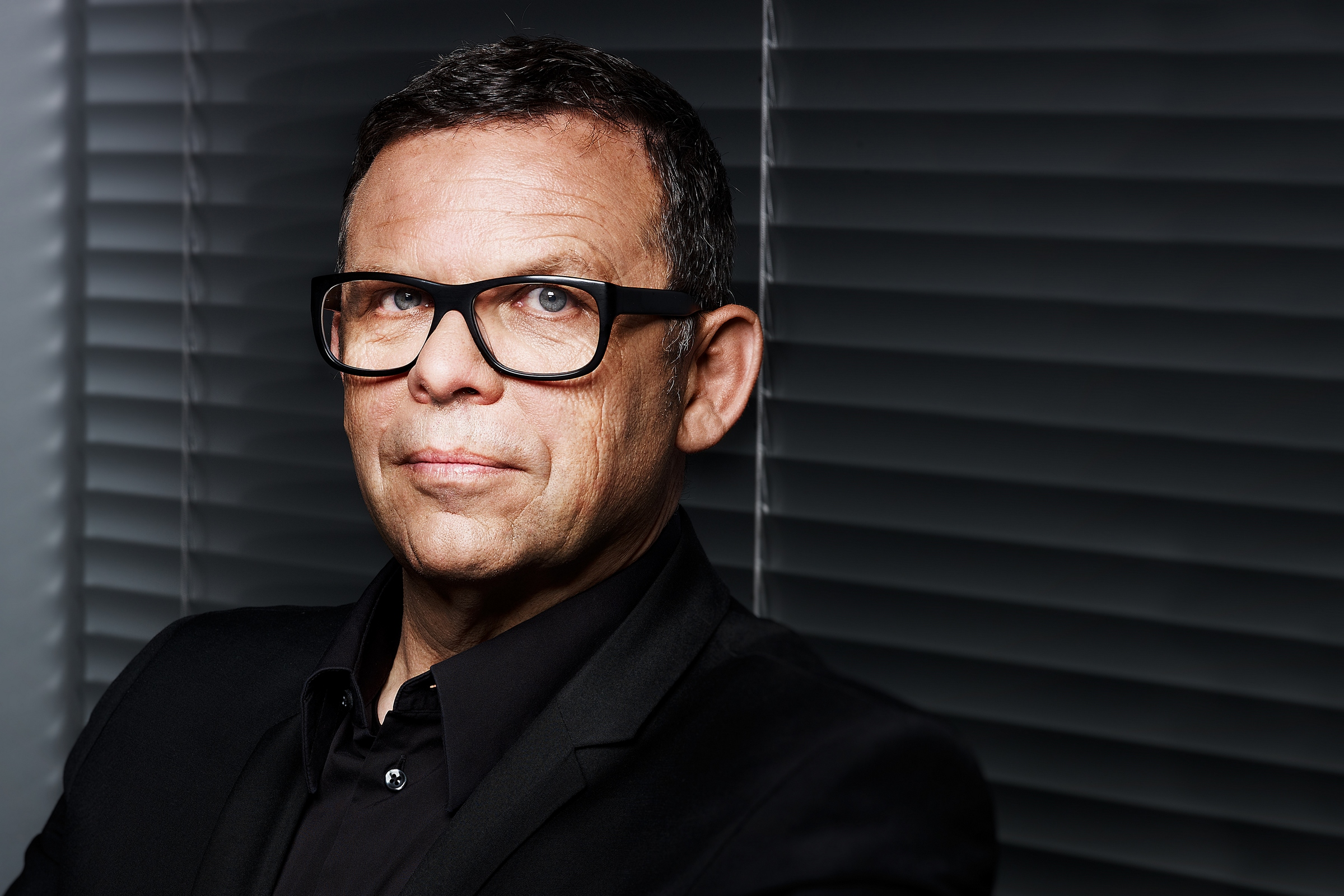
ペーター・シュライヤー

ペーター・シュライヤー (Peter Schreyer, 1953年 - )はドイツ出身のカーデザイナーである。メディアによっては「ピーター」、「シュライアー」など名前の表記に揺れが見られる。1979年から2006年までフォルクスワーゲングループに在籍し、2006年から起亜自動車のCDO（Chief Design Officer、最高デザイン責任者）を 、2012年12月から起亜自動車社長、兼現代自動車グループ最高デザイン責任者を勤め、2018年9月には現代自動車グループデザイン経営担当社長に就任した。
シュライヤーはアウディ・TTにおけるデザイン面の貢献において広く知られている他、黒ずくめの服装をすることでも知られている。

## 来歴
シュライヤーは1953年、ドイツのバイエルン州バート・ライヘンハルにて生まれた。1975年からミュンヘン応用科学大学 (w:Munich University of Applied Sciences) に在学し、1979年に工業デザインの学位を得て卒業した。彼は在学中の1978年にインゴルシュタットのアウディでインターンとして働き、この経験によってアウディから奨学金を勝ち取り、卒業直後の1979年から1980年までロンドンの名門ロイヤル・カレッジ・オブ・アートにて交通機関デザインの学生として在籍し、修士号を得る。
1980年、シュライヤーは、アウディデザインでエクステリア、インテリア、コンセプチュアルデザイン担当として働き始め、1991年にはカリフォルニア州シミバレー（後にサンタモニカに移転）のアウディデザインスタジオに異動した。カリフォルニア時代にシュライヤーが手がけた中には、エルウィン・レオ・ヒンメル (w:Erwin Leo Himmel) と手がけた1991年のアウディ・クワトロスパイダーやアウディ・100 C4のインテリアがある。1992年にアウディデザインのコンセプトスタジオに、1993年にはフォルクスワーゲンのエクステリアデザイン部門に異動した。
1994年から2002年にかけてシュライヤーはアウディデザインに在籍する。彼のチームは、アウディをデザインと機能の両面で世界で最も名声のある自動車ブランドの一つにするべく新しいデザイン戦略を展開した。その結果が、1994年のアウディ・TTや1999年のアウディ・A2である。1995年には「国際アウディデザイン賞」 (Internationaler Audi design Förderpreis)」を、1999年にアウディデザインチームの一員としてレッド・ドット・デザイン賞の「チーム・オブ・ザ・イヤー」を、2003年には同僚のゲルト・プフェッファーレ（Gerd Pfefferle）とともに「ドイツデザイン賞」 (Design Award of the Federal Republic of Germany) を、それぞれ受賞している。
2002年、シュライヤーはアウディAGのデザインディレクターを退き、代わってワルテル・デ・シルヴァがアウディブランドグループのチーフデザイナーに就任した。シュライヤーはフォルクスワーゲンのチーフデザイナーに就いた。2005年から2006年まではフォルクスワーゲングループ全体のデザイン部門のトップを務めた。この間に彼はミノックスの円形デジタルカメラもデザインしている。
2006年9月1日、シュライヤーは起亜自動車のデザイン部門に請われてCDOとして入社し、彼はフランクフルト、東京、カリフォルニア州アーバイン、そして韓国の南陽（ナムヤン）にあるキアのデザインセンターを統括することになった。2007年のフランクフルトモーターショーに出展されたキア・キー (Kia Kee) コンセプトがシュライヤーの手がけた最初の車種となり、その1年後にはキア・ソウルの量産モデルの指揮を執っている。
2007年、シュライヤーはロイヤル・カレッジ・オブ・アートの名誉博士号を授与された。セルジオ・ピニンファリーナ、ジョルジェット・ジウジアーロに続いて自動車デザイナーでは3人目となる出来事である。

## タイガーノーズグリル
シュライヤーはインタビューで、彼が入社する前のキアは無個性なイメージを持っていたと指摘し、一目でキアと認識できることの重要性を主張している。2007年のフランクフルトモーターショーに出展された「キー」 (Kee) コンセプトでは「タイガーノーズ」グリルとして知られる新しいコーポレートグリルを導入した。シュライヤーは「私は力強い視覚面での信号、印、識別子を求めた。車の前面にはこの認識やこの表現が必要とされる。車は顔を必要とし、私は新しいキアの顔は強力で独特なものだと考える。人目を惹くことは不可欠であり、顔は遠くからでさえ直ちにキアを識別可能であるべきだ」と述べている。

## 車種
| - アウディ・TT（1998年） - アウディ・A6（1998年） - アウディ・A3（1996年） - フォルクスワーゲン・ニュービートル（1998年） - フォルクスワーゲン・ゴルフIV（1998年） | - フォルクスワーゲン・コンセプトR（2004年） - フォルクスワーゲン・コンセプトC（2004年） - キア・フォルテ（2008年） - キア・ソレント（2009年） - キア・ヴェンガ（2009年） |

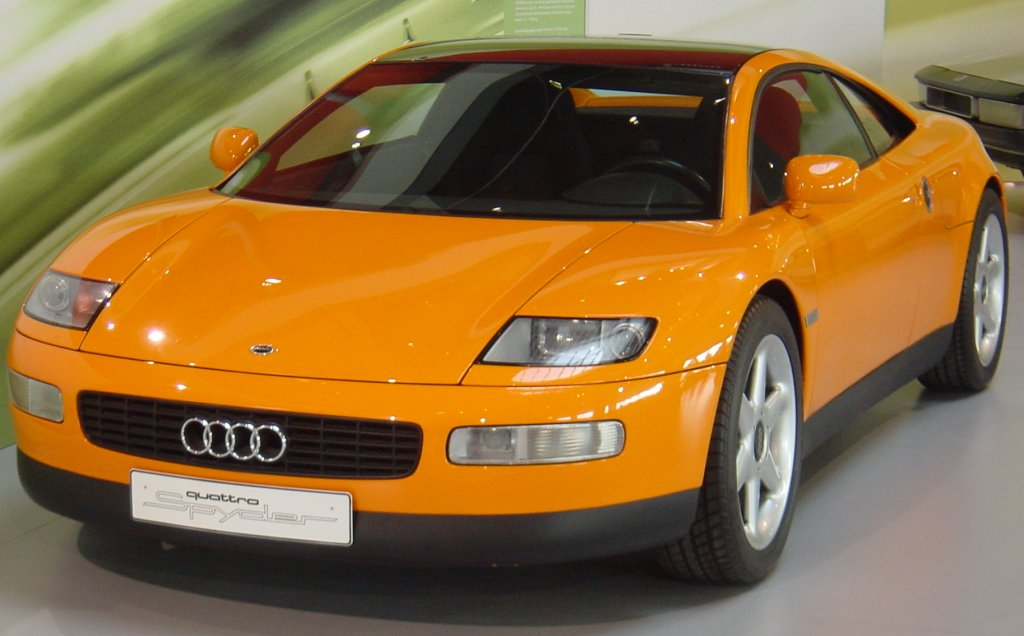
アウディ・クワトロスパイダー・コンセプト（1991年）
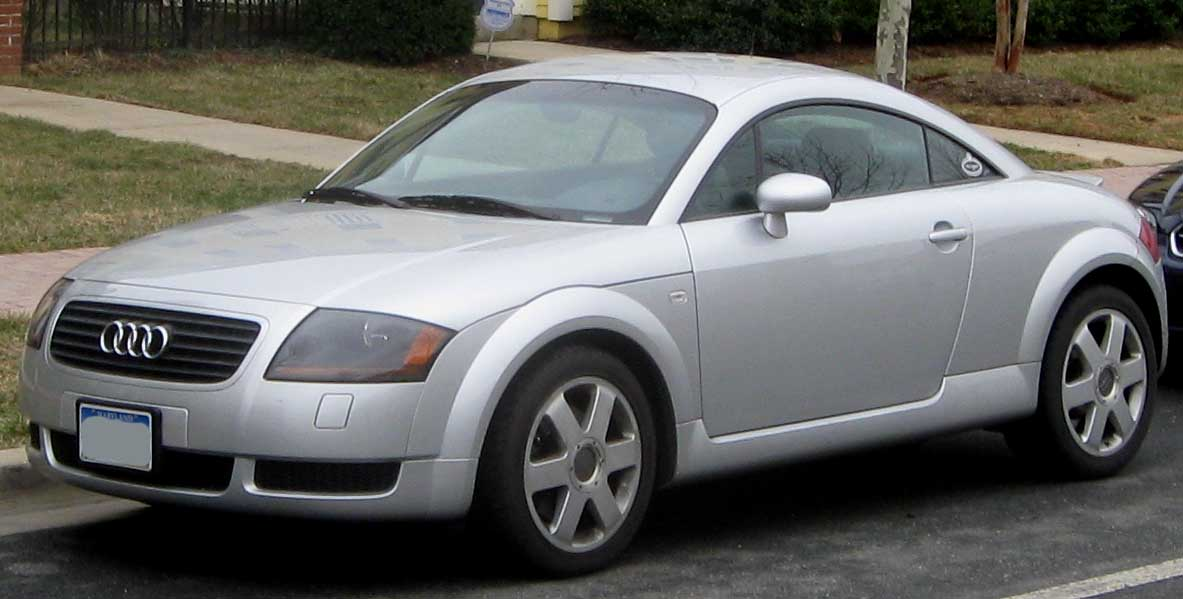
初代アウディ・TT（1994年）
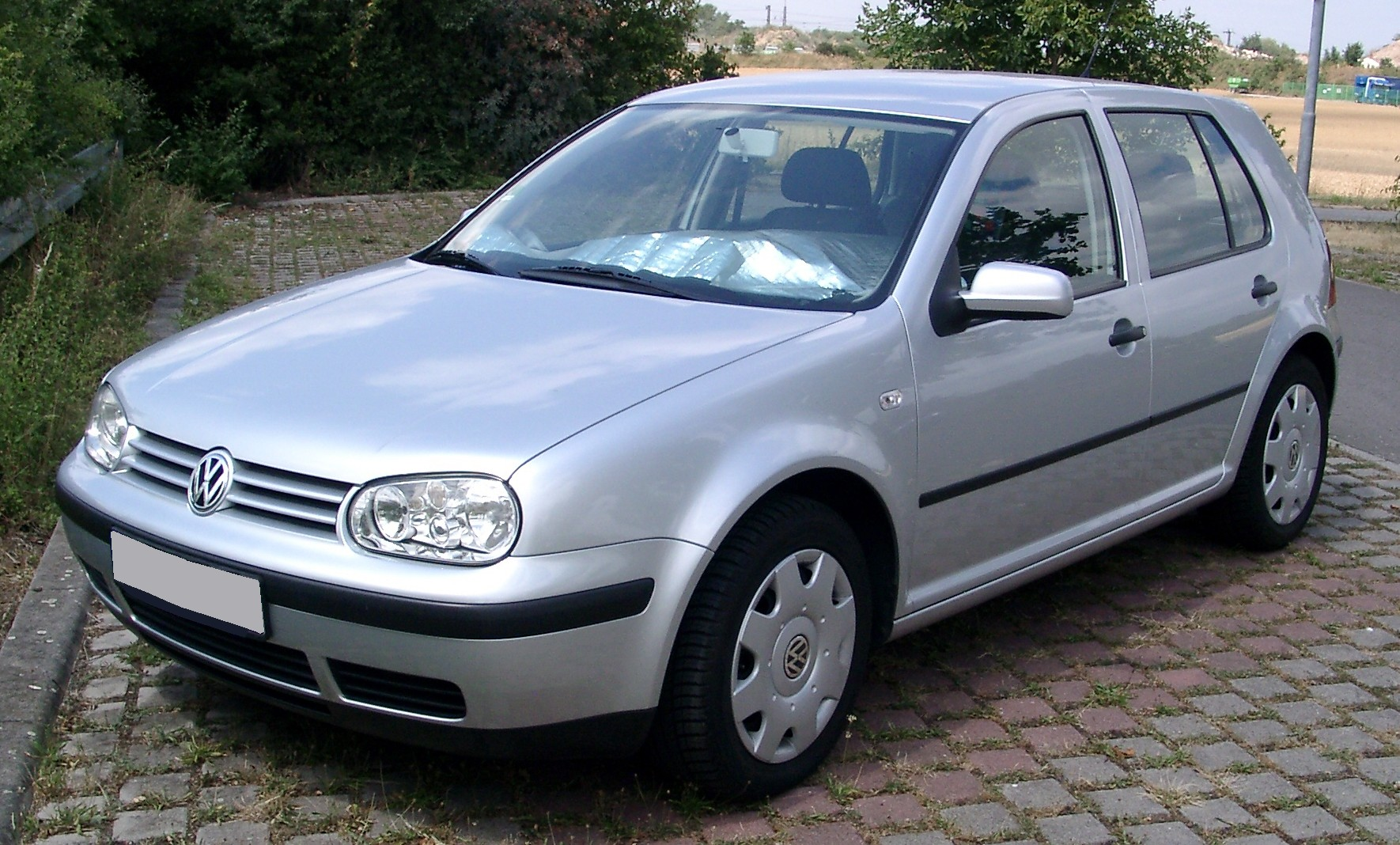
VW・ゴルフIV（1997年）
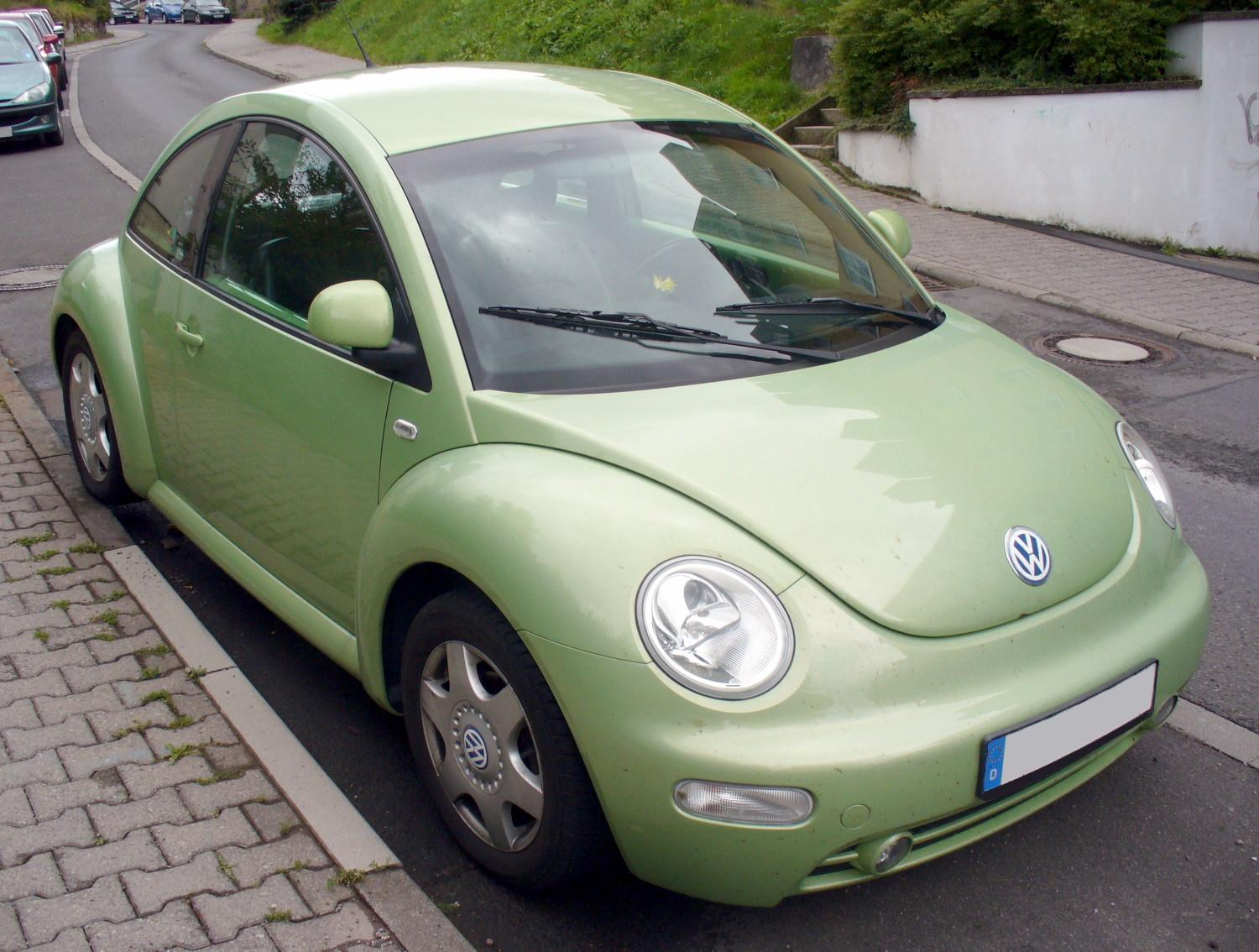
VW・ニュービートル（1999年モデル）
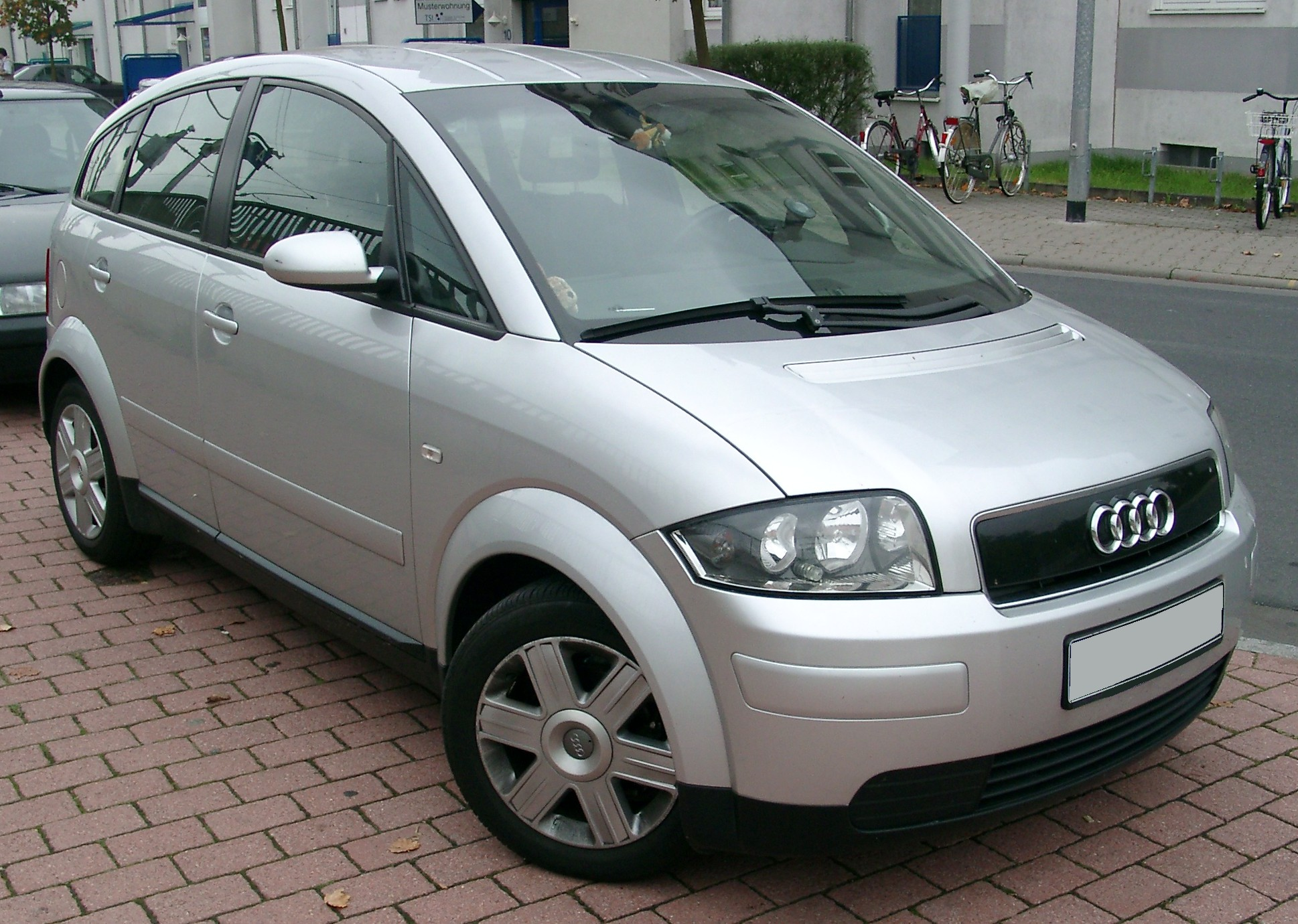
アウディ・A2（1999-2005年）
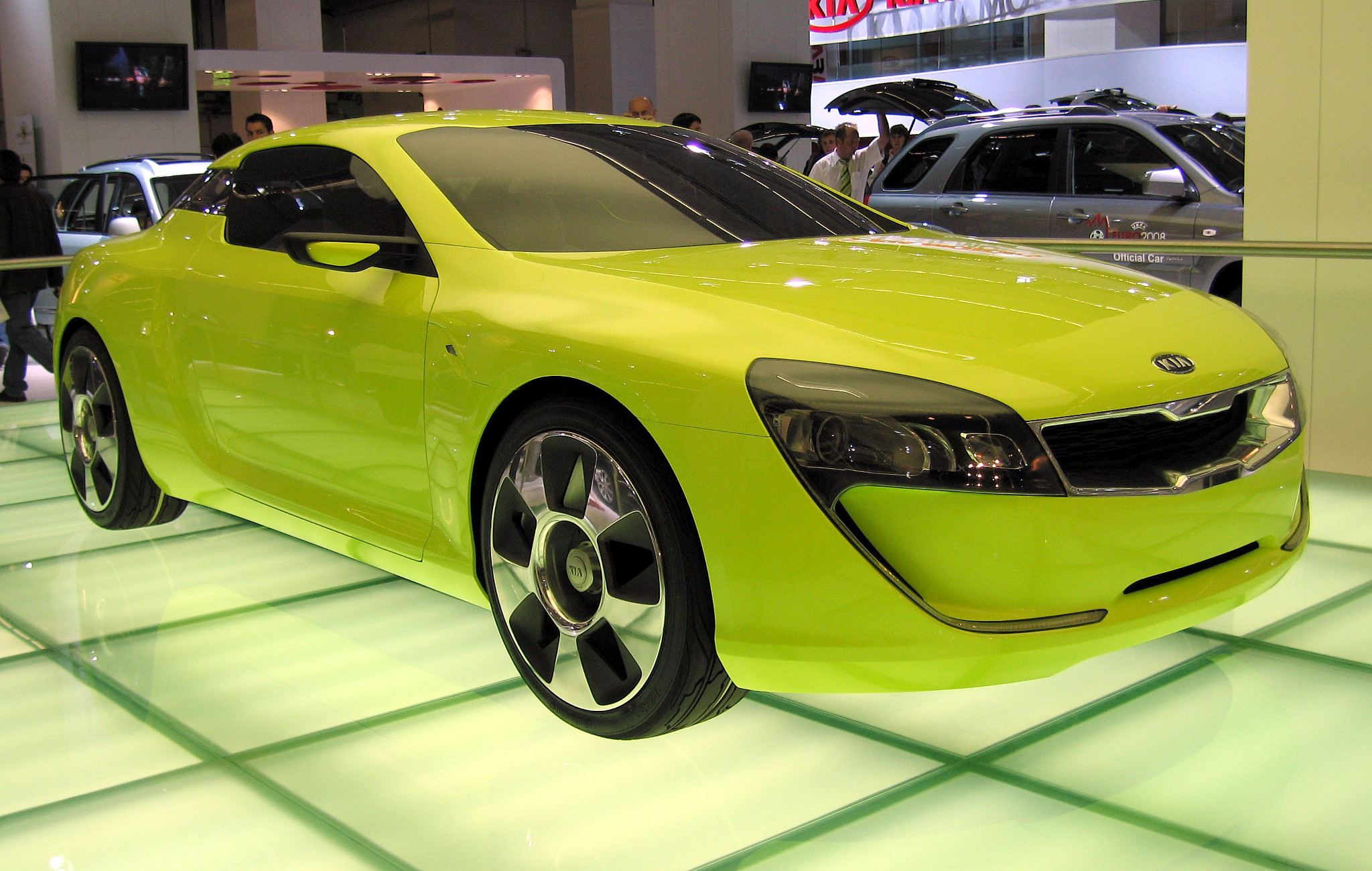
キア・キー（2007年）
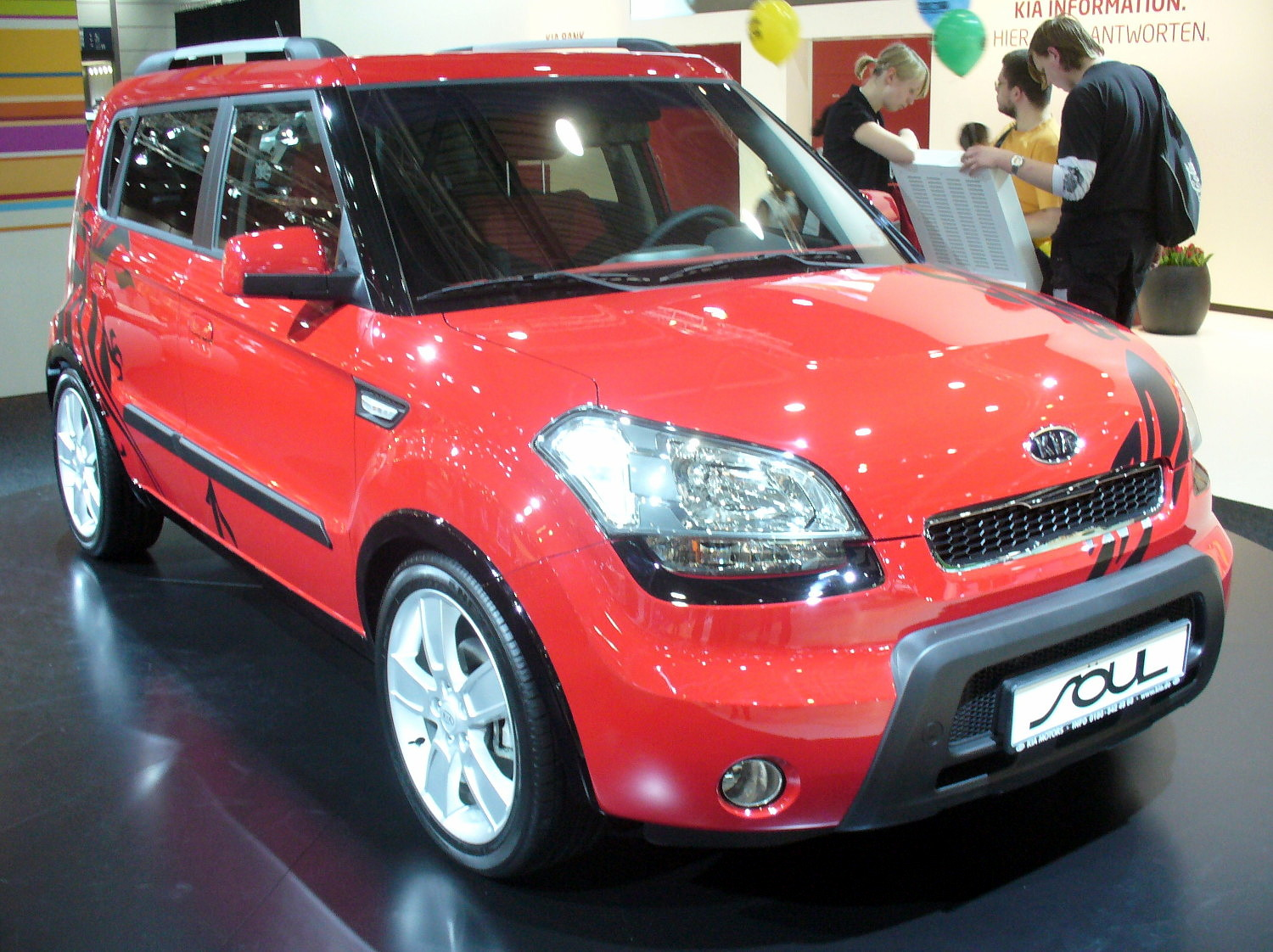
キア・ソウル「バーナー」エディション
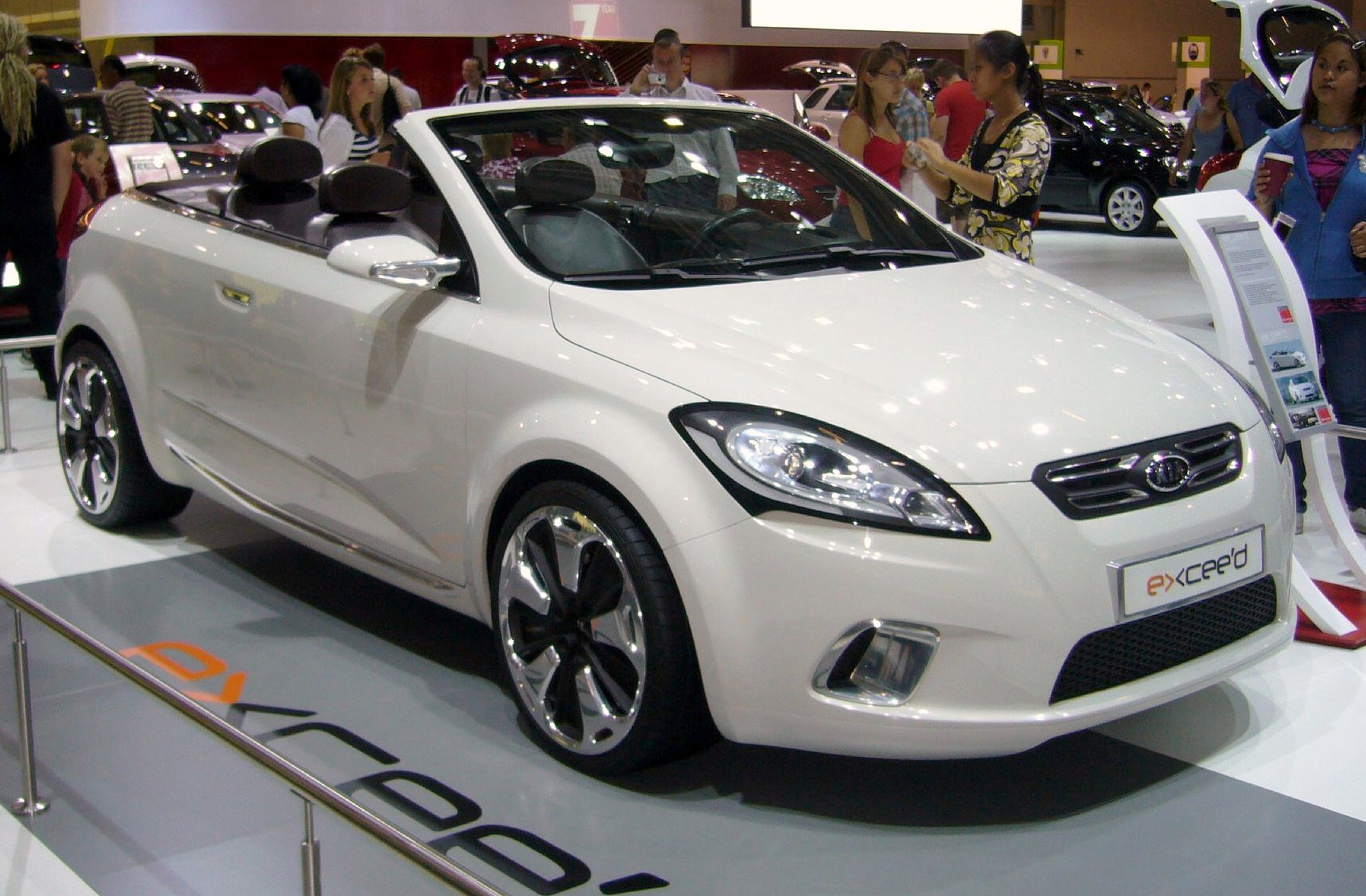
キア・エクシード・スタディモデル